# Trondenes
Trondenes är en ort i Harstads kommun i Troms fylke i norra Norge. Orten utgör numera en stadsdel i den norra delen av staden Harstad, cirka tre kilometer nordöst om stadens centrum. Området har valts ut som Harstads kommuns så kallade ”tusenårssted”.
Orten utgjorde tidigare centralort i dåvarande Trondenes kommun. 

## Historia
Inom Trondenes socken finns fynd från yngre stenåldern och från omkring 1020 finns gravhögar och båthusgrunder. Enligt traditionen skall det första kristna dopet i Nordnorge skett, kanske så tidigt som år 999, i tjärnen Laugen väster om Trondenes kyrka. En mer säker historisk uppgift är, att nuvarande stenkyrkan i gotisk stil med befästningstorn började uppföras omkring 1250 och att den är världens nordligaste kyrka från den tiden.
Trondenes kommun upprättades 1837 då det infördes ett lokalt självstyre. Harstads upplagsplats (norska: ladested) avskildes 1903 och bildade en egen stadskommun, men 1964 hade Harstad blivit en tätort och vuxit till sig så Trondenes inlemmades i Harstads kommun och upphörde därmed att finnas organisatoriskt.
Kyrkligt har Trondenes behållit namnet Trondenes pastorat och prosteri trots omfattande organisatoriska förändringar, vilka bland annat inkluderar att Harstads pastorat har inkorporerats i Trondenes prosteri.

### Trondenes fort
Trondenes fort är ett stort kustfort som påbörjades 1942 av den tyska ockupationsmakten som en del i Atlantvallen, men som aldrig hann avslutas före krigsslutet. Bygget skedde med ryska krigsfångar, av vilka uppskattningsvis mer än 800 dog och samtidigt fördrevs en del av lokalbefolkningen från området.
Anläggningen var operativ 1943 och hade gigantiska mått i stål och betong. Eldrören i de så kallade Adolfkanonerna var över 20 meter långa med en kaliber på 40,6 centimeter och en skottvidd på upp till 56 kilometer med den lättaste granattypen, som vägde 600 kilogram. Kanonerna var ursprungligen avsedda för tvillingtorn på tyska slagskepp, vilka aldrig kom att byggas och därför blev de istället kustartilleripjäser långt upp i norr.
Från 1946 var Trondenes fort en central del i norska kustartilleriet och kanonerna var i fullt bruk fram till 1958, då två av dem togs ur mobiliseringsorganisationen och för de två andra skedde detsamma på 1960-talet. Under tiden utökades områdets konventionella militära kapacitet till en av de största i Nordnorge.
På 1970-talet bestämdes att den östligaste kanonen, kanon 1, kallad Barbara, skulle restaureras och bli museiföremål och på 1990-talet renoverades även de övriga. Kanonerna anges 2020 vara de enda bevarade i sitt slag i Europa, som delar i ”barbariets kulturminner”, tillsammans med bland andra Møvik fort utanför Kristiansand och Austrått fort som täckte Trondheimsfjorden.

## Geografi
Trondenes ligger på Trondeneshalvøya på Hinnøya cirka tre kilometer nordöst om centrala Harstad. Landskapet är kuperat med trädlösa fjäll upp till drygt 1000 meters höjd.